# New Ulm
New Ulm är en stad i Brown County i Minnesota i USA. Invånarna uppmättes 2010 till 13 522 i antalet.
New Ulm är stiftsstad i New Ulms katolska stift.

### Fotnoter
1. ↑  ”Community Facts” (på engelska). American Factfinder. 14 mars 2010. Arkiverad från originalet den 10 december 2014. https://web.archive.org/web/20141210041242/http://factfinder2.census.gov/faces/nav/jsf/pages/community_facts.xhtml. Läst 2 februari 2014.
2. ↑  http://www.catholic-hierarchy.org/diocese/dnewu.html